# Джон Ешкрофт
Джон Девід Ешкрофт (англ. John David Ashcroft; нар. 9 травня 1942, Чикаго, Іллінойс) — американський політик (Республіканська партія).
Він був генеральним прокурором США з 2001 по 2005 у перший термін президента Джорджа Буша-молодшого. Член Сенату (1995–2001) і губернатор штату Міссурі (1985–1993). 
Ешкрофт є глибоко релігійним, належить до церкви п'ятидесятників.
Ешкрофт закінчив Єльський університет (1964) та отримав докторську юридичну ступінь в Університеті Чикаго (1967).
Він також співає у квартеті «Співаючі сенатори», володіє баритоном.